# Margarete Gräfin von Schwerin

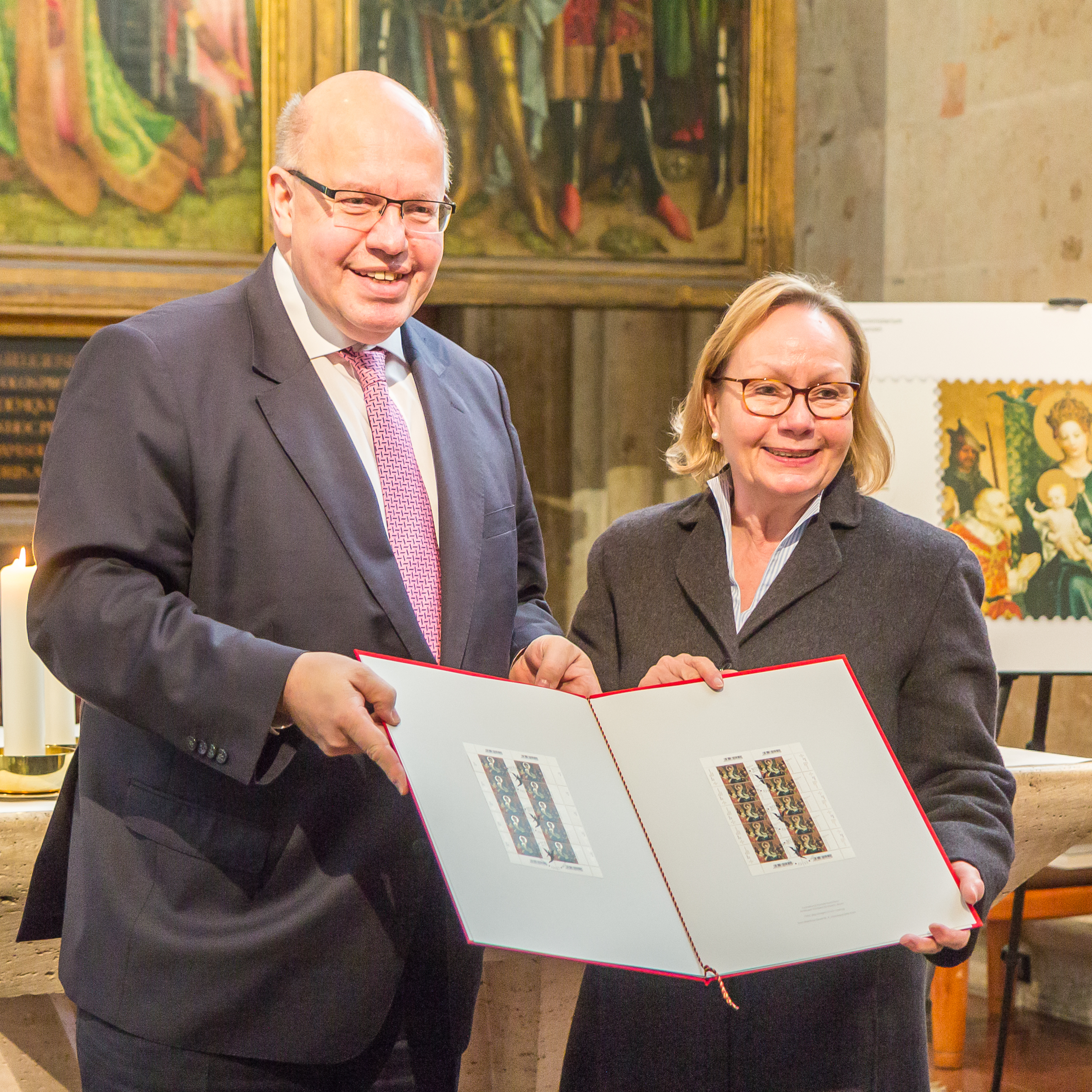
Peter Altmaier (CDU) und Margarete Gräfin von Schwerin, „Weihnachten 2017“

Margarete Gräfin von Schwerin (* 30. Dezember 1952 in Nürnberg) ist eine deutsche Juristin und war von 2017 bis 2019 Präsidentin des Oberlandesgerichts Köln. Sie war die erste Frau in diesem Amt am Oberlandesgericht Köln.

## Leben
Margarete Gräfin von Schwerin trat 1981 in den Justizdienst des Landes Nordrhein-Westfalen ein. 1985 wurde sie zur Richterin am Landgericht Bonn ernannt. 1990 folgte ihre Ernennung zur Richterin am Oberlandesgericht. Beim Oberlandesgericht (OLG) Köln nahm sie neben richterlichen auch Aufgaben der Justizverwaltung wahr.
2001 wurde sie Vizepräsidentin des Landgerichts Aachen, 2003 Vizepräsidentin des OLG Köln. Schon in dieses Amt wurde sie als erste Frau berufen. Wegen Vakanz der Präsidentenstelle war sie von November 2003 bis Mai 2005 kommissarische Behördenleiterin des OLG Köln.
Auf eine zwischenzeitliche Abordnung an das Justizministerium des Landes Nordrhein-Westfalen folgte der erneute Einsatz beim OLG Köln. Im Dezember 2010 wurde sie zur Präsidentin des Landgerichts Bonn ernannt.
Am 20. Dezember 2016 händigte Justizminister Thomas Kutschaty in Düsseldorf Margarete Gräfin von Schwerin die Ernennungsurkunde zur Präsidentin des Oberlandesgerichts Köln aus. Sie war Nachfolgerin von Peter Kamp. Außerdem war sie ab 2017 Richterin sowie ab 2018 Vizepräsidentin des Verfassungsgericht Nordrhein-Westfalen.
Gräfin von Schwerin ist Mitglied des Rotary Clubs.
Zum 31. Dezember 2019 trat sie in den Ruhestand.
Margarete Gräfin von Schwerin lebt in Bonn und ist Mutter einer erwachsenen Tochter. Der Vater von Margarete Gräfin von Schwerin flüchtete nach dem Zweiten Weltkrieg nach Westfalen und heiratete dort. Sie wuchs in bescheidenen Verhältnissen auf.

## Veröffentlichung
- Das Oberlandesgericht Köln zwischen dem Rheinland, Frankreich und Preußen. Festschrift zum 200-jährigen Bestehen (1819 bis 2019). In: Hans-Peter Haferkamp,  Margarete von Schwerin (Hrsg.): Rechtsgeschichtliche Schriften. 1. Auflage. Band 32. Böhlau Verlag, Köln 2019, ISBN 978-3-412-51313-9.